# 羧肽酶A1
羧肽酶A1是人类基因 CPA1 编码的蛋白质，属于一种羧肽酶（Carboxypeptidase）。